# Dusko Doder
Duško Doder (Sarajevo, 22 de julio de 1937-Chiang Mai, 10 de septiembre de 2024)fue un periodista estadounidense. Nacido en Sarajevo y criado en Yugoslavia, se mudó a los Estados Unidos en 1959 después de conocer a su futuro mentor en Viena y se convirtió en periodista. Trabajó para The Washington Post entre 1970 y 1985, donde fue jefe de la oficina de Moscú entre 1981 y 1985, antes de pasar tres años en U.S. News & World Report como corresponsal en Pekín. Su carrera quedó dañada permanentemente en 1992 después de que la revista Time publicara acusaciones infundadas sobre él, por las que el medio se disculpó cuatro años después.

## Primeros años y educación
Nació en Sarajevo el 22 de julio de 1937, hijo de Vaso Doder y Marija (de soltera Gjurhu). Sarajevo y la región más amplia de Bosnia y Herzegovina formaban parte del Reino de Yugoslavia en ese momento. Creció en Yugoslavia, donde vivió la invasión de Yugoslavia por los nazis y la autoritaria República Federativa Socialista de Yugoslavia que surgió después de la Segunda Guerra Mundial. Aprendió inglés escuchando emisiones de radio británicas y estadounidenses y pasando un verano en el Reino Unido. Antes de terminar la escuela secundaria escribió para un periódico yugoslavo.
Cuando su padre lo envió a Viena para estudiar medicina, consiguió un trabajo en un club de prensa y conoció a su futuro mentor, Clyde Farnsworth. Farnsworth, un reportero de Associated Press, pagó el viaje de Doder a los Estados Unidos. Su familia en San Luis, Misuri, le ofreció un lugar para quedarse, y se inscribió en la Universidad Washington en San Luis. Se graduó en 1962 e hizo sus estudios de posgrado en la Universidad de Columbia en la ciudad de Nueva York, obteniendo maestrías en periodismo y estudios internacionales.

## Carrera
La primera experiencia de Doder en el periodismo fue como reportero para Associated Press, trabajando entre Nuevo Hampshire y Albany, Nueva York. En 1968, United Press International lo contrató para trabajar en su oficina de Moscú. The Washington Post lo contrató como corresponsal en Canadá en 1970 y tres años después le pidió que se trasladara a su oficina de Belgrado, donde cubriría Europa del Este, incluido su país natal, Yugoslavia. Publicó su primer libro, he Yugoslavs, en 1978.
Se convirtió en jefe de la oficina de Moscú de The Washington Post en 1981. Durante su estancia en Moscú, desarrolló una extensa red de conexiones y fuentes a través de su familiaridad con las culturas eslava y soviética y el idioma ruso. En febrero de 1984, después de observar cientos de luces encendidas en el Ministerio de Defensa soviético y un cambio a música clásica en la radio y la televisión, supuso correctamente que Yuri Andrópov, el entonces líde de la Unión Soviética, estaba gravemente enfermo o muerto, lo que permitió al periódico publicar una historia sobre la muerte de Andrópov el 10 de febrero de 1984, antes del anuncio del Kremlin sobre su muerte más tarde ese día.
Abandonó Moscú en 1985, tras lo cual se tomó un descanso de su trabajo en el Post. Publicó su segundo libro, Shadows and Whispers: Power Politics Inside the Kremlin From Brezhnev to Gorbachov, en 1986. Abandonó el Post definitivamente en 1987. De 1987 a 1990, trabajó en U.S. News & World Report como corresponsal en Pekín, donde cubrió las protestas de la plaza de Tiananmén de 1989. En la década de 1990, regresó a Belgrado, donde escribió para varias publicaciones sobre los cambios políticos y sociales que ocurrieron durante la desintegración de Yugoslavia.
En 1992, la revista Time publicó un artículo en el que el desertor soviético y excoronel de la KGB Vitali Yurchenko sugería que el éxito de Doder en Moscú se debía a tener vínculos con la KGB. Las investigaciones del FBI, el Servicio de Inteligencia Exterior de Rusia y The Washington Post no encontraron evidencia de las afirmaciones, y el Post continuó defendiendo públicamente a Doder. Doder, que en ese momento trabajaba en Yugoslavia, presentó una demanda por difamación contra Time en el Reino Unido en 1993. Durante el proceso judicial, vendió su casa para cubrir los costes. En 1996, Time se disculpó con Doder y le pagó 262 000 dólares. Su carrera nunca se recuperó por completo después de las acusaciones. Publicó una novela, The Firebird Affair, en 2011, y coescribió las memorias The Inconvenient Journalist con Louise Branson, su esposa, que se publicaron en 2021.

## Vida personal y muerte
Se casó dos veces. Tuvo un hijo con su primera esposa, Karin Weberg Rasmussen (fallecida en 1994); la pareja se divorció a principios de los años 1980. Se casó con su segunda esposa, la periodista británica Louise Branson, en 1989, y la pareja tuvo dos hijos. Doder y Branson vivieron en el norte de Virginia hasta 2020, cuando la pareja se mudó a Tailandia. Doder murió de demencia con cuerpos de Lewy en Chiang Mai, el 10 de septiembre de 2024, a la edad de 87 años.

## Libros
- The Yugoslavs. Nueva York, Toronto: Random House. 1978. ISBN 978-0394425382.[1][5]
- Shadows and Whispers: Power Politics Inside the Kremlin From Brezhnev to Gorbachov. Random House. 1986. ISBN 978-0394549989.[6][7][8]
- con Louise Branson, Gorbachov: Heretic in the Kremlin (1991)[9][10][11]
- con Louise Branson, Milosevic: Portrait of a Tyrant (1991)[1]
- The Firebird Affair (2011)[2]
- con Louise Branson, The Inconvenient Journalist (2021)[12]